# Les Rois de la glisse
Série
Les Rois de la glisse 2
(2016)
Pour plus de détails, voir Fiche technique et Distribution.
Les Rois de la glisse (Surf's Up), ou Les Rois du surf au Québec, est un long métrage d'animation américain réalisé par Ash Brannon et Chris Buck, sorti en 2007.
Le film suit un jeune manchot, Cody Maverick, qui veut devenir un champion de surf, lors d'une compétition organisée à la mémoire de Big « Z » le plus grand surfeur de tous les temps. Pour cela il va devoir affronter des péripéties et réaliser que le surf est bien plus qu'une simple compétition.

## Synopsis
La spécificité du long-métrage est d'être filmé du point de vue d'une équipe de tournage de télé-réalité, laquelle suit un jeune manchot gorfou doré nommé Cody Maverick.
Au début de l'histoire, Cody, alors âgé de 17 ans, se présente et un des membres de l'équipe de tournage lui demande d’expliquer à la caméra qu'est-ce que le surf. De là il l’explique l'histoire d'un certain « Big Z » (de son nom complet Zeke Topanga) qui était à l'époque le meilleur surfeur de tous les temps…
Quonce-les-Pelles (Shiverpool en VO) est le nom de la ville fictive en Antarctique où se trouve Cody et sa famille, son grand frère Glen Maverick et sa mère Edna Maverick. Il travaille dans une usine à poissons pour « déstresser sa mère » celle-ci expliquant au passage l'identité du père de Cody qui s'est fait manger par une orque peu de temps avant son éclosion.
Parallèlement, on fait également la rencontre de l'ex-manager de Big Z nommé Reggie Bellafonte. Pendant un jour de travail normal un petit oiseau tropical nommé Mike Abromowitz apparait à Quonce-les-Pelles à dos de baleine accompagné de surfeurs venant des quatre coins de la planète, celui-ci étant justement à la recherche des meilleurs surfeurs du monde pour la dixième compétition du Big Z mémorial se déroulant sur l'île de Pin Goo.
Cody est tout excité à l'idée de faire ses preuves, mais ne peut impressionner Mike en raison d'une mer trop calme. Mike considère perdre son temps et repart avec la baleine, sans laisser sa chance a Cody.
Ne voulant pas abandonner si facilement (on l'a toujours traité de bon à rien) et souhaitant pour une fois arriver à quelque chose dans sa vie, Cody s'empare de sa planche de surf et se mit à poursuivre la baleine, celle-ci faisant des mouvements avec sa nageoire caudale éjecte Cody de sa planche sous le regard de tous les autres surfeurs présent, Mike ayant de la peine est surpris par un cri de Cody qui continue à nager vers la baleine et a sauter sur son côté pour essayer de monter sur son dos, au moment où il arrive il est à deux doigts de tomber mais se fait rattraper par la planche de surf d'un poulet nommé Chicken Joe qui deviendra par la suite son meilleur ami. Cody est officiellement accepté pour le concours par Mike.
Une fois arrivés a Pin Goo, Cody et Joe visitent la plage et rencontrent Lani, une sauveteuse dont Cody est tombé amoureux et qui essaie de faire sortir de l'eau un jeune manchot nommé Arnold Zurfinary. Après un flirt raté ils continuent de longer la plage et arrivent au mausolée de Big Z, une planche cassée reconstruite au sommet d'un rochet dans l'eau, Joe ne savant pas comment Big Z en est arrivé à là, Cody lui explique ce qui s'est passé, Big Z avait alors chevauché sa dernière vague car celle-ci lui fit fatale alors qu'il était en compétition face au challenger Tank Evans, en effet Big Z a fait une chute et s'est écrasé contre un rocher, sa planche fut la dernière chose que l'on a gardé de lui… Mais d'un coup des cailloux se font lancer sur le mausolée, il s'agit de Tank Evans celui qui l'a battu. Cody vient défendre le mausolée et ceux-ci se disputent, la dispute se finit en duel de surf. Le duel fut un massacre car Cody fit une grave chute et se noya, il fut ramené à la plage quasi inconscient. Lani l'ayant sauvé l’emmène pendant la nuit dans un endroit perdu au milieu de la jungle où s'y trouve une maison délabrée qui habite un certain « Geek » que Lani connaît. Geek chasse l'équipe de tournage et Cody est placé sur une table où l'on remarque que Cody à écrasé un oursin de feu et qu'une épine se trouve encore sur son pied, celle-ci se fait directement enlevée et Cody se relève d'un coup pour se mettre à crier de douleur. Geek dit cependant qu'il existe un remède qui consiste à uriner sur la plaie pour ainsi la désinfecter ce que Cody refuse de subir alors qu'il est à moitié sonné et paniqué, alors qu'il essaie de se débattre il se fait volontairement assommer par un coup de tête de Lani. Il se réveille au petit matin sur la table en se faisant jeter un ananas dessus. Pendant ce temps, Joe se réveille sur la plage après avoir fait un malaise à la suite de la chute de Cody. Ne le retrouvant plus il se met à sa recherche…
Pendant le réveil de Cody, celui-ci fait la rencontre de Geek qui l'emmène vers un chemin conduisant vers North Beach. Cody s'assied sur un tronc d'arbre par terre ne sachant plus quoi faire après sa défaite humiliante devant le public, mais Geek revient et lui dit que le bois sur lequel il est assis est en fait le bois avec lequel sont fabriquées les meilleures planches de surf. Geek lui propose de faire sa propre planche ce que Cody accepte. Lors du transport du tronc celui-ci dévale une pente et finit au fond d'une plage. Cody et Geek s'y rendent et découvrent une vieille maison de surfeur délabrée, il s'agit en fait de la maison de Big Z qui est en fait Geek. Cody est excité d'avoir retrouvé son idole et le harcèle de questions… Une seule chose ne vient plus qu'a la tête de Cody, se faire entraîner par Big Z. Celui-ci accepte à contrecœur, mais dit à Cody qu'il doit d'abord faire sa propre planche de surf mais la tentative ne se passe pas bien, surtout parce que Cody se montre impatient et refuse d'écouter les conseils de Big Z, il fabrique une planche faible et instable qui se brise en entrant dans l'eau. En colère, Cody s'en va et tombe sur Lani , qui finit par le persuader de revenir et lui révèle qu’elle est la nièce de Big Z. Cody passe la nuit à travailler patiemment sur sa nouvelle planche.
Big Z complimente Cody sur son nouveau conseil d'administration, et Cody commence à perdre patiente alors qu’il veut s'entraîner. Big Z lui demande plutôt de faire des tâches inférieures apparemment sans rapport avec le surf. Enfin, quand Cody commence à s'amuser, Big Z et Lani lui apprennent à surfer sur les vagues. Par la suite, Cody demande à Big Z s'il viendra regarder la compétition, mais Big Z refuse, révélant qu'il a simulé sa mort parce qu'il s'est rendu compte qu'il ne pouvait pas rivaliser avec son nouveau rival de l'époque, Tank, et qu'il était devenu trop concentré sur la victoire. Voyant que sa propre idole ait abandonné, Cody jette son collier dans la mer avant de s’en aller où il retrouve Joe et revient à la compétition juste au début. Tank arrive en finale, tout comme Cody et Joe. En demi-finale, Tank se bat avec Cody, avec Tank essayant de le jeter de sa planche, mais Tank tombe de sa propre planche et perd. Pendant la finale, cependant, Tank apparaît et essaie de faire tomber Joe de sa planche. Cody intervient à la dernière minute, lui-même et Tank dans une zone de la plage connue sous le nom de Boneyards, qui se compose d'affleurements rocheux dangereusement tranchants et a tué de nombreux surfeurs qui s'y sont aventurés. Tank frappe Cody de sa planche avant de s'écraser et est sauvé par Lani. Big Z, qui avait secrètement regardé la performance de Cody, sauve Cody d'une vague gigantesque et l'aide à retourner à la plage en toute sécurité.
Big Z et Cody découvrent que Joe a gagné par défaut depuis que Tank et Cody ont été disqualifiés. Cependant, Cody accepte la perte, ayant décidé qu'il préférerait simplement s'amuser à la place. Big Z se révèle aux spectateurs et les invite tous à surfer sur sa plage, où il rejoint Cody en tubé. Cody termine son interview par un reflet des événements passés, puis rejoint le reste de ses amis dans l'eau pour célébrer et profiter de la vie.

## Fiche technique
- Titre français : Les Rois de la glisse
- Titre québécois : Les Rois du surf
- Titre original : Surf's Up
- Réalisation : Ash Brannon et Chris Buck
- Scénario : Ash Brannon, Chris Buck, Christopher Jenkins, Don Rhymer, Lisa Addario (non crédité) et Joe Syracuse (non crédité), d'après une histoire de Christian Darren et Christopher Jenkins
- Musique : Mychael Danna
- Direction artistique : Sylvain Deboissy, Ron Lukas et Marcelo Vignali sous la direction de Paul Lasaine
- Effets visuels : Rob Bredow
- Montage : Ivan Bilancio et Nancy Frazen
- Montage sonore : Sheri Ozeki et Jen Monnar
- Consultants en surf : Clifton Hobgood, Matt Jacobson, Danny Kwok, Mike Parsons, Jake Paterson
- Production : Christopher Jenkins, Lydia Bottegoni et Jenny Fulle
- Société d'animation : Sony Pictures Imageworks
- Société de production : Sony Pictures Animation, Columbia Pictures
- Société de distribution : Columbia Pictures (Gaumont Columbia Tristar Films pour la France)
- Budget : 85 000 000 $
- Format : couleurs (DeLuxe) - 1,85:1 (Kodak Motion Picture Film)- Bande sonore 8 pistes (Dolby Digital, SDDS et DTS) - 35 mm
- Genre : Animation
- Durée : 85 minutes
- Pays de production :  États-Unis
- Langues originales : anglais et espagnol
- Dates de sortie : 
  - États-Unis : 2 juin 2007 (première à Westwood) ; 8 juin 2007 (sortie nationale)
  -  Belgique : 24 octobre 2007
  -  France : 24 octobre 2007
- Box-office mondial : 141 000 000 $

## Distribution

### Voix originales
- Shia LaBeouf : Cody Maverick
- Jeff Bridges : Big Z
- Zooey Deschanel : Lani
- Diedrich Bader : Tank Evans
- James Woods : Reggie Bellafonte
- Jon Heder : Chicken Joe
- Mario Cantone : Mike Abromowitz
- Dana Belben : Edna Maverick
- Brian Posehn : Glen Maverick
- Rob Machado : lui-même
- Kelly Slater : lui-même
- Reed Buck : Arnold
- Reese Elowe : Kate
- Jack P. Ranjo : Smudge
- Matt Taylor : Ivan
- Ash Brannon : lui-même
- Chris Buck : lui-même

### Voix françaises
- Emmanuel Garijo : Cody Maverick
- Omar Sy : Chicken Joe
- Pierre Richard : Big Z
- Nelson Monfort : Le commentateur
- Barbara Tissier : Lani
- Gilles Morvan : Tank Evans
- Yoann Sover : Mikey Abromowitz
- Luc Florian : Reggie Belafonte
- Axel Kiener : la voix off du « documentaire » sur Cody
- Évelyne Grandjean : Edna Maverick
- Pascal Casanova : Glen Maverick
- Oscar Douieb : Arnold
- Voix additionnelles : Paolo Domingo, Jo Doumerg, Matthew Géczy, Fabien Jacquelin, Daniel Jean-Colloredo, Tercelin Kirthy, Anatole Lebon, Guillaume Lebon, Anne Mathot, Jérémy Prévost, Jean-Pierre Rigaux, Laurence Sacquet, Christian Visine

### Voix québécoises
- Benoît Brière : Big Z
- Mariloup Wolfe : Lani Aliikai
- Rachid Badouri : Cody Maverick
- Hugolin Chevrette-Landesque : Chicken Joe
- Louis-Philippe Dandenault : Tank Evans
- Daniel Picard : Reggie Bellafonte
- Daniel Lesourd : Mikey Abromowitz
- Gilbert Lachance : Glen Maverick
- François-Nicolas Dolan : Arnold
- Anne Caron : Edna Maverick
- Alexandre Bacon : Smudge
- Rosemarie Houde : Kate

## Autour du film

### Suite
Une suite, intitulée Les Rois de la glisse 2, a été réalisée par Henry Yu. Elle est sortie directement en vidéo à la demande près de dix ans après, en 2017.

### Jeu vidéo
Un jeu vidéo adapté du film, titré Les Rois de la glisse, est édité par Ubisoft.

### Caméos
Comme dans le film Cars des studios Pixar (où Ash Brannon a fait ses débuts en tant qu'animateur), des surfeurs professionnels apparaissent dans le film où ils doublent leur propre rôles : Rob Machado et Kelly Slater.
En VF, c'est par ailleurs le commentateur français Nelson Montfort qui double le personnage commentant la compétition.

### Parodie de Don King
L'un des personnages, Reggie Bellafonte, est une parodie de Don King, le célèbre manager de boxe anglaise aux États-Unis connu comme un promoteur véreux.
Reggie et Don King ont la même coiffure et la même personnalité : devant les caméras de télévision, Reggie est plein d'admiration pour les surfeurs dont il est le manager ; par contre, lorsqu'il n'y a plus de caméras, il ne se préoccupe que de lui-même et se moque de la santé et de la vie de ses surfeurs. 
Il y a aussi une analogie entre leurs noms, tous les deux dérivés du mot roi : reggie est un dérivé du mot latin rex qui veut dire 'roi', tandis que king veut dire 'roi' en anglais.